# Raphia australis
Raphia australis är en enhjärtbladig växtart som beskrevs av Anna Amelia Obermeyer och Strey. Raphia australis ingår i släktet Raphia och familjen palmer. Inga underarter finns listade i Catalogue of Life.
Raphia australis är edemisk för Maputaland i Moçambique och Sydafrika, där den finns i fyra underpopulationer på totalt sju lokaler. Habitatet utgörs av kustnära träsk och periodiskt översvämmade dyner, gärna längs floder. Arten har luftrötter likt mangrove. Den blommar endast en gång i livet, vanligen vid 20 till 30 års ålder. Efter den blommat och satt frukt dör den, oftast inom tre år.
Totala populationen beräknas till omkring 6 000 individer. Den sydafrikanska subpopulationen växer i ett skyddat område och är inte hotad, men subpopulationerna i Moçambique är hotade av byggnation. IUCN har därför rödlistat arten som sårbar ("VU").